# Delphos, Kansas
Delphos är en ort i Ottawa County i Kansas. Orten har fått sitt namn efter Delphos i Ohio. Vid 2010 års folkräkning hade Delphos 359 invånare.